# Cao su EPDM

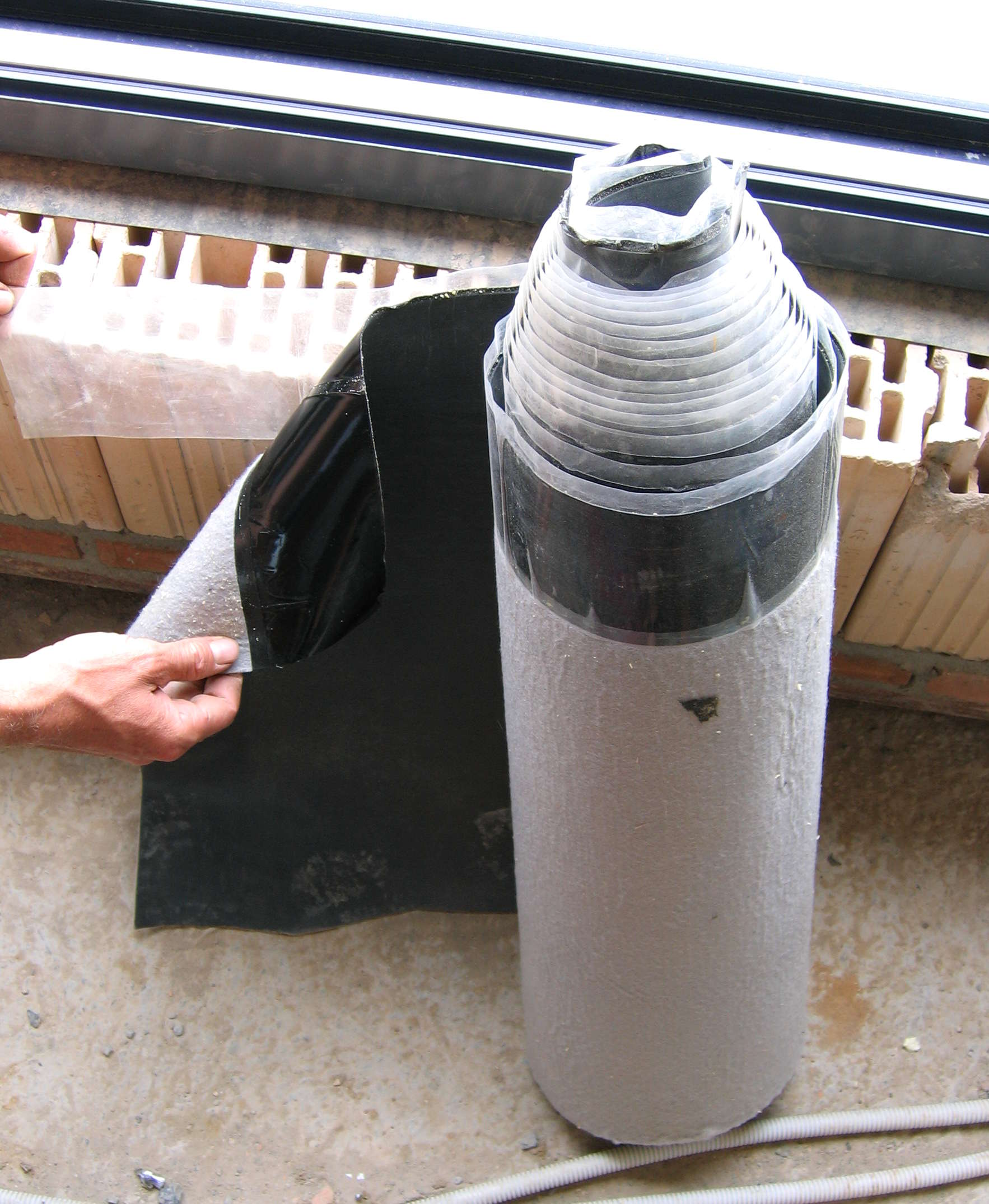
Một cuộn giấy bạc EPDM, được sử dụng cho chống thấm mái nhà

Cao su EPDM (cao su ethylene propylene diene monomer (M-class)), là một loại vật liệu đàn hồi, được tổng hợp từ ethylene với các monome propylene ( copolyme Ethylene propylene ) và đôi khi với một số monome thứ ba ( Ethylene propylen terpolymers)..

## Đặc điểm
| Tính chất                      | Giá trị                                        |
| ------------------------------ | ---------------------------------------------- |
| Màu                            |                                                |
| Độ cứng, Shore A               | 40–90                                          |
| Độ nén tối đa                  | 25 MPa                                         |
| Elongation after fracture in % | ≥ 300%                                         |
| Khối lượng riêng               | Có thể trong khoảng từ 0.90 đến hơn 2.00 g/cm3 |

| Property                                 | Value      |
| ---------------------------------------- | ---------- |
| Coefficient of thermal expansion, linear | 160 µm/m·K |
| Maximum service temperature              | 150 °C     |
| Minimum service temperature              | −50 °C     |
| Glass transition temperature             | −54 °C     |

Cao su EPDM có dãy nhiệt độ làm việc từ -50 °C tới 120°/ 150 °C (- 60 °F tới 250°/ 300 °F), dãy nhiệt độ này còn phục thuộc vào hệ thống lưu hóa.
Cao su EPDM thường được sử dụng cho các sản phẩm làm kín trong sản xuất công nghiệp như các loại Joint nắp bồn, đệm làm kín, gasket cao su...
Tính chất nổi bật của loại vật liệu EPDM là nhờ khả năng kháng được rất tốt với các loại dung môi, axit loãng, kiềm loãng, hơi nước, ánh sáng mặt trời, tác động của tia ozon và làm việc được trong môi trường nhiệt độ cao.
EPDM tổng hợp không nên sử dụng cho các thiết bị cao su kỹ thuật làm việc trong môi trường tiếp xúc với các loại xăng dầu, dầu mỏ, mỡ và các hydrocarbon 
Tính chất của vật liệu phụ thuộc vào hệ lưu hóa:
- EPDM lưu hóa bằng lưu huỳnh (EPDM Sulphur cured):Vật liệu sử dụng với tính chất bình thường (giá thành trung bình), nhiệt độ làm việc tối đa là 120 °C (250 °F).
- EPDM lưu hóa bằng Peroxide (EPDM Peroxide cured):sử dụng trong môi trường nước nóng, hơi nước, rượu cồn, những loại xeton, những chất lỏng làm nguội động cơ, các axit hữu cơ và axit vô cơ. 
Không sử dụng trong môi trường tiếp xúc với các loại khoáng chất oils. 
Nhiệt độ làm việc tối đa là 150 °C (300 °F)..